# Костенко Анна Анатоліївна
Костенко Анна Анатоліївна (нар. 10 грудня 1991, Київ, Україна) — українська модель. 
Переможниця конкурсу краси Міс Євразія 2019 [Архівовано 29 червня 2019 у Wayback Machine.] .

## Біографія
Народилася 10 грудня 1991 року в місті Черкаси.
Зі шкільних років займалася професійно легкою атлетикою, а в грудні 2015 року брала участь в спортивних змаганнях з фітнесу "Міс Бікіні Фітнес" в Федерації бодибілдингу та фітнесу України.
Має дві вищі освіти . Закінчила з відзнакою Черкаський інститут пожежної безпеки імені Героїв Чорнобиля за професією "Інженер пожежної безпеки" в 2015 році   та Національний університет фізичного виховання і спорту України за професією "Фітнес та рекреація" в 2017 році.
Представляла Україну на міжнародних конкурсах краси, була фіналісткою конкурсів NSR «Model Look World Final 2017», «Miss Tourism World 2018», «Miss Fashion TV 2018». 
Працює моделлю. Брала участь в модних показах у Китаї, Індії та Туреччині.